# Leuctra costai
Leuctra costai är en bäcksländeart som beskrevs av Aubert 1953. Leuctra costai ingår i släktet Leuctra och familjen smalbäcksländor. Inga underarter finns listade i Catalogue of Life.